# Уитмен, Уолт
Уо́лт Уи́тмен (англ. Walt Whitman, 31 мая 1819, Уэст-Хиллс, Хантингтон, Нью-Йорк, США — 26 марта 1892, Камден, Нью-Джерси, США) — американский поэт и публицист. Новатор свободного стиха.
К концу жизни Уитмен обрёл славу первого общенационального поэта США.
Занимал ряд должностей на государственной службе, в том числе в департаменте генерального прокурора.
Важное место в поэзии Уитмена занимает индустриальная тема: оды фабричным трубам, домнам, станкам, паровозам делают его предтечей так называемой урбанистической поэзии.
На русский язык Уитмена переводили К. Д. Бальмонт, И. А. Кашкин, К. И. Чуковский.

## Биография
Родился 31 мая 1819 года, в семье фермеров, интересовавшихся квакерскими идеями, в посёлке на острове Лонг-Айленд недалеко от Бруклина (штат Нью-Йорк). Его мать, Луиза Ван Велзор, была голландкой. Отец, Уолтер Уитмен, был английского происхождения. В многодетной семье было девять детей, Уолт был старшим.
С 1825—1830 гг. учился в бруклинской школе, но из-за нехватки денег был вынужден оставить учёбу. Трудился с 12 лет. Он поменял множество профессий: посыльный, наборщик-укладчик, учитель, журналист, редактор провинциальных газет. Любил путешествовать, пешком прошёл через 17 штатов. Занимался самообразованием.
С конца 30-х годов в журналах появляются статьи Уитмена, в которых он выступал против культа доллара, подчёркивал, что деньги приводят к духовному опустошению.
Я воплощаю в себе всех страдальцев и всех отверженных.
В литературную жизнь Америки пришёл поздно. Первое крупное произведение — роман «Франклин Эванс» («Franklin Evans», 1842), созданный по заказу общества трезвости.
В 1850 году были напечатаны некоторые стихотворения поэта, — в частности «Европа». В этом произведении автор высказал своё восприятие истории, событий революции 1848 года, воспевал свободу.
Ранние стихотворения были лишь предвестниками рождения оригинального самобытного поэта, который смело заявил о себе в сборнике «Листья травы», первое издание которого вышло в Нью-Йорке в 1855 году. Этот год был значимым в творчестве поэта, он разделил его жизнь на два этапа — до сборника и после. Особенное место в структуре книги занимает «Песнь о себе», которая является одной из наиболее важных её частей. Она, как и весь сборник целиком — выражение поэтического кредо автора.
Бытует легенда, будто в 1849 году Уитмен пережил сильное моральное потрясение, которое определило его дальнейшую судьбу и характер творчества. Но, кроме загадочного объяснения, существует и закономерное: все, чего поэт достиг в жизни, — это следствие поэтичного самосовершенствования и упорного труда.
Среди его любимых писателей были — У. Шекспир, Ч. Диккенс, Жорж Санд, П.-Ж. Беранже, Ф. Купер.
Во время гражданской войны 1861—1865 гг. Уитмен отправился на юг, чтобы найти своего брата, который воевал в армии Союза и по ложному сообщению был убит (в итоге оказалось, что Джордж просто ранен). Затем Уитмен работал в госпиталях Вашингтона. Событиям войны посвящены стихотворения «Барабанный бой» и «Когда последний раз цвела сирень» (оба 1865).
В 1873 году поэта разбил паралич, до конца жизни он так и не выздоровел. Он все же продолжал писать и его произведения были наполнены оптимизмом и уверенностью. Поклонник его творчества, канадец Ричард Бёкк неоднократно навещал его в Нью-Джерси, они провели вместе почти четыре месяца в 1880 году, когда Бёкк взялся писать биографию поэта, изданную впоследствии в Филадельфии («Уолт Уитмен», 1883).
Один из последних стихов Уитмена, в котором он прощается с миром — «Прощай, моё Вдохновенье!». 26 марта 1892 года поэта не стало.

## Мировоззрение и идеи творчества
Возвещая, что для него на земле не существует ничего чужого и что ему одинаково близки все люди, вне зависимости от их социального статуса, расы, пола, конфессии и т. п., Уитмен предстаёт поборником социалистической идеи в наиболее обобщённой формулировке. Вместе с тем он осознает себя и мистиком, предвидящим эпоху, когда все конфликты, противоречия и несходства исчезнут, так что жизнь сделается бесконечно сложным, изменчивым, но целостным организмом, «электрическим телом», как сказано в одном из его программных стихотворений. Телесность, вещественность, никогда не ослабевающий интерес к материальному, физическому облику явлений и упорное неприятие всего умозрительного составляют важную особенность поэтического мира «Листьев травы».
Уитмен — один из первых поэтов, воссоздавших реальность огромного современного города, воспринятого им как зримое олицетворение «всеобщих связей в мироздании» и изображённого с репортёрской точностью описания самых разных сторон его повседневной жизни. Чудеса техники, триумфы «индустрии» вызывали восхищение Уитмена, локомотив, «горластый красавец», на огромной скорости несущийся через дикую прерию, казался ему символом неостановимого прогресса.

Доминирующее в поэзии Уитмена чувство бесконечной широты и многоликости мироздания сочетается со столь же органичным ощущением вечной динамики, изменчивости, диалектической контрастности бытия. Оно не признает иерархии ценностей, так как истинная жизнь — никогда не прерывающийся цикл, постоянное движение во времени, бесконечные трансформации и метаморфозы: 
«Все вращается вокруг меня, концентрируется во мне, исходит из меня самого. У меня есть лишь один центральный образ — всеобщая человеческая личность».
Эта личность, намеренно лишённая в «Листьях травы» каких бы то ни было примет уникальности, носит имена «Уолта Уитмена» или «сына Манхэттена». В действительности лирический герой книги представляет собой обобщённый портрет американца, для которого характерны предельная демократичность воззрений, неомрачённый оптимизм, способность устанавливать доверительные, родственные отношения со всеми людьми, встречающимися на его пути, и сохранять восторг перед жизнью во всех её обликах.
«Песня большой дороги», входящая во все авторские редакции «Листьев травы», наиболее последовательно воплощает философию радости, братства, полного слияния с миром и восхищения перед его зачаровывающей динамичностью. Соединением этих мотивов создан лирический сюжет книги. Важное дополнение к нему — цикл «Барабанный бой», навеянный Гражданской войной (1861—1865), во время которой Уитмен был добровольцем-санитаром в армии северян. Боготворя Авраама Линкольна, Уитмен посвятил памяти президента, павшего от руки убийцы, проникновенную элегию «Когда во дворе перед домом цвела этой весною сирень».
Вера Уитмена в предназначение Америки, которая должна явить пример для всего человечества, став обществом победившей социальной справедливости и великих триумфов духа, поколебалась после окончания Гражданской войны, когда он удостоверился во всевластии «дракона наживы» и с тревогой писал об угрозе, создаваемой плоским меркантилизмом, которому поддались соотечественники (книга публицистики «Демократические дали», 1871). Однако в целом оптимистическое мироощущение Уитмена не претерпело существенных перемен до конца его жизни.

## Произведения
- Листья травы (1855)
- Барабанный бой (1865)
- Демократические дали (1871)

## Значение творчества в культуре
Уитмена называют реформатором американской поэзии. В сборнике первых стихов «Листья травы» (1855—1891) идеи об очищающей человека близости к природе приняли космический характер; любой человек и любая вещь восприняты священными на фоне бесконечной во времени и пространстве эволюции Вселенной. Чувство родства со всеми людьми и всеми явлениями мира выражено посредством преображения лирического героя в других людей и неодушевлённые предметы. Уитмен — певец «мировой демократии», всемирного братства людей труда, позитивных наук, любви и товарищества, не знающих социальных границ. Новатор свободного стиха.
Его главную книгу «Листья травы» пронизала идея демократии. В XX веке «Листья травы» признаны одним из важнейших литературных событий, знаменовавших собой революцию в поэзии, связанную с появлением свободного стиха (верлибра), новаторской стиховой системы, пионером которой выступил Уитмен.
Выраженное Уитменом новое мироощущение потребовало художественных нетрадиционных средств. Самым радикальным нововведением в «Листьях травы» был свободный стих, который в большой степени предопределил неуспех книги у современников, считавших, что поэзия невозможна без правильных размеров и системы рифм, обязательных в классической лирике. Верлибр Уитмена, в котором отсутствуют эти компоненты, представлял собой сложный синтез фольклорного и библейского стиха, синтаксического параллелизма, отличающего ораторскую прозу, ритмически однородных пассажей-перечислений («каталоги»), внутренних аллитераций и ассонансов, придающих завершённость строкам и всей строфе.
Считая, что его стих должен быть естественным, как дыхание, Уитмен решительно отверг каноничные поэтические формы, на которых, как он считал, лежит печать безжизненной литературности, и заложил основы новой поэтики, получившей исключительно интенсивное развитие на протяжении XX века, особенно в англоязычных странах. Одним из первых, кто оценил значение сделанного Уитменом для последующего движения поэзии, был И. С. Тургенев. Среди русских поэтов объективно наиболее близки к Уитмену Велимир Хлебников и В. В. Маяковский.
- В России памятник Уитмену установлен в Москве на территории МГУ в 2009 году[7].
- В его честь назван кратер на Меркурии.[8]
- Вокруг поэтической книги Уитмена «Листья травы» выстроен роман современного прозаика Майкла Каннингема «Избранные дни».
- Сборник произведений Уолтера Уитмена фигурирует в телесериале «Во все тяжкие» и «Северная сторона», а также цитируется в сериале «Карточный домик». Стих «Песня большой дороги» цитируется в последней серии фильма «Смок и Малыш» (1977).
- «Листья травы» упоминаются в фильме «Вне закона» Джима Джармуша героем Роберто Бениньи.
- «Листья травы» играют значительную роль в книге Джона Грина «Бумажные города» в качестве одной из подсказок, оставленных Марго.
- Его именем назван мост.
- Уитмен изображён на почтовой марке Болгарии 1955 года.
- Фамилию Уолтера Уитмена носит главный герой фильма «Воображариум», Томас Уитмен, — таким образом Туомас Холопайнен сослался на влияние поэта на своё собственное творчество. Кроме того, на сопутствующем фильму альбоме «Imaginaerum» группы Nightwish присутствует песня «Song of Myself», также являющаяся отсылкой на одноимённую поэму[англ.] Уитмена.
- Личность Уитмена и его стихотворение «О, капитан! Мой капитан!» играют ключевую роль в фильме «Общество мёртвых поэтов».
- Название «О капитан, мой капитан» носит 3-й эпизод 6-го сезона сериала «Гримм».
- В сериале «Доктор Куин, женщина-врач» приезду Уолтера Уитмена в Колорадо Спрингс посвящена 21-я серия 5-го сезона. Также одна из серий построена вокруг сборника его стихов.
- Отсылка к стихотворению Уитмена «О теле электрическом я пою» есть у певицы Ланы Дель Рей в песне «Body Electric».
- В книге «Дневник памяти» и одноимённом фильме 2004 года главный герой читает стихи Уитмена.
- В 2016 году Игги Поп записал пластинку The Leaves of Grass, полностью состоящую из стихов Уитмена, наложенных на музыку Tarwater и Alva Noto[9].
- Упоминается в фильме «Между» 2011 года (примерно на 25—26 минуте).
- Упоминается в сериале «Кости» (6 сезон, 14 серия).
- Стихотворение «Год метеоров» из сборника «Листья травы» содержит краткое описание редчайшего астрономического явления — метеорного шествия, порождённого коснувшимся метеором 1860 года[10]
- В частушке, написанной Сергеем Есениным, про В. Маяковского есть строчка «рожа краской питана, обокрал Уитмана».[11]
- В фильме Кристофера Нолана «Довод» неоднократно цитируются строки Уитмена «Мы живем в сумеречном мире, и нет друзей на закате»[12].
- В сериале «Рэтчед» одна из пациенток психиатрической клиники, которую пытаются излечить от склонности к однополым половым связям, читает «Листья травы». При этом персонал клиники не одобряет этого, ссылаясь на чрезмерное обилие сексуальных подтекстов в поэзии Уитмана. Сестр Рэтчед называет самого Уитмана склонным к гомосексуализму.
- Песня "Сейчас, полный жизни" композитора Астемира Маршенкулова и гитариста Антона Ripatti